# Ravioli
Le ravioli ou raviole est une spécialité culinaire traditionnelle de la cuisine du Sud-Est de la France et du Nord-Ouest de l'Italie, recette de pâtes farcies pliées, déclinées dans le monde sous de multiples variantes (viande, légumes, pesto, fromage, crème).

## Étymologie
La première forme attestée d’un terme similaire à « ravioli » est « rafiolo », cité dans un parchemin de 1187 retrouvé à Bergame (Italie),. On ne sait pas exactement ce que le terme désigne, le document décrit un banquet qui se tenait chaque année après Pâques pour les chanoines de l’église Sant'Alessandro della Croce et mentionne que les « rafioli » se composent de vin, pain, oeufs et farine, sans préciser s'il s'agit de pâtes comme on les connaît aujourd'hui ou d'autre chose .
En français, le mot « raviole » attesté à partir de 1228 est lui-même d'origine incertaine,. 
Toujours en français, le mot « raviolle » apparaît dans un texte du début du XIVe siècle et désigne « un morceau de pâte contenant du hachis ». Les « raviuoli » sont plus tard cités par Boccace dans le Décaméron (XIVe siècle) sans préciser de quoi il s'agit.
Pour le terme d'origine italienne, deux formes plurielles sont acceptées, « ravioli[réf. nécessaire] » et « raviolis ». La forme « raviolis » est conseillée par les rectifications orthographiques du français en 1990. Le terme d'origine française la forme plurielle est simplement « ravioles ».

## Histoire
Le sambusak (samoussa) serait[évasif] une des plus anciennes recettes connues de pâtes farcies du bassin méditerranéen, figurant dans la littérature culinaire de la cuisine arabe du califat abbasside, notamment dans le livre culinaire Kitab al-Tabikh, d'Ibn Sayyar al-Warraq du Xe siècle.
En France, les raviolis font partie des cuisines traditionnelles anciennes du Sud-Est (Provence, Savoie, Dauphiné, Comté de Nice). Une source ecclésiastique française de 1228[Laquelle ?] les décrit comme des « morceaux de pâtes contenant du hachis de viande et du hachis de rave en carême. » Elle serait[évasif] la plus ancienne source connue faisant mention du mot raviole ou ravioli en français.
En Italie, le violoniste génois Niccolò Paganini, passionné de cuisine, aurait[évasif] composé en 1837 la première recette de ravioli à la sauce tomate.
Alexandre Dumas (père) en donne une de ses recettes de rabioles ou raviolis dans son Grand dictionnaire de cuisine de 1873.

## Photographies

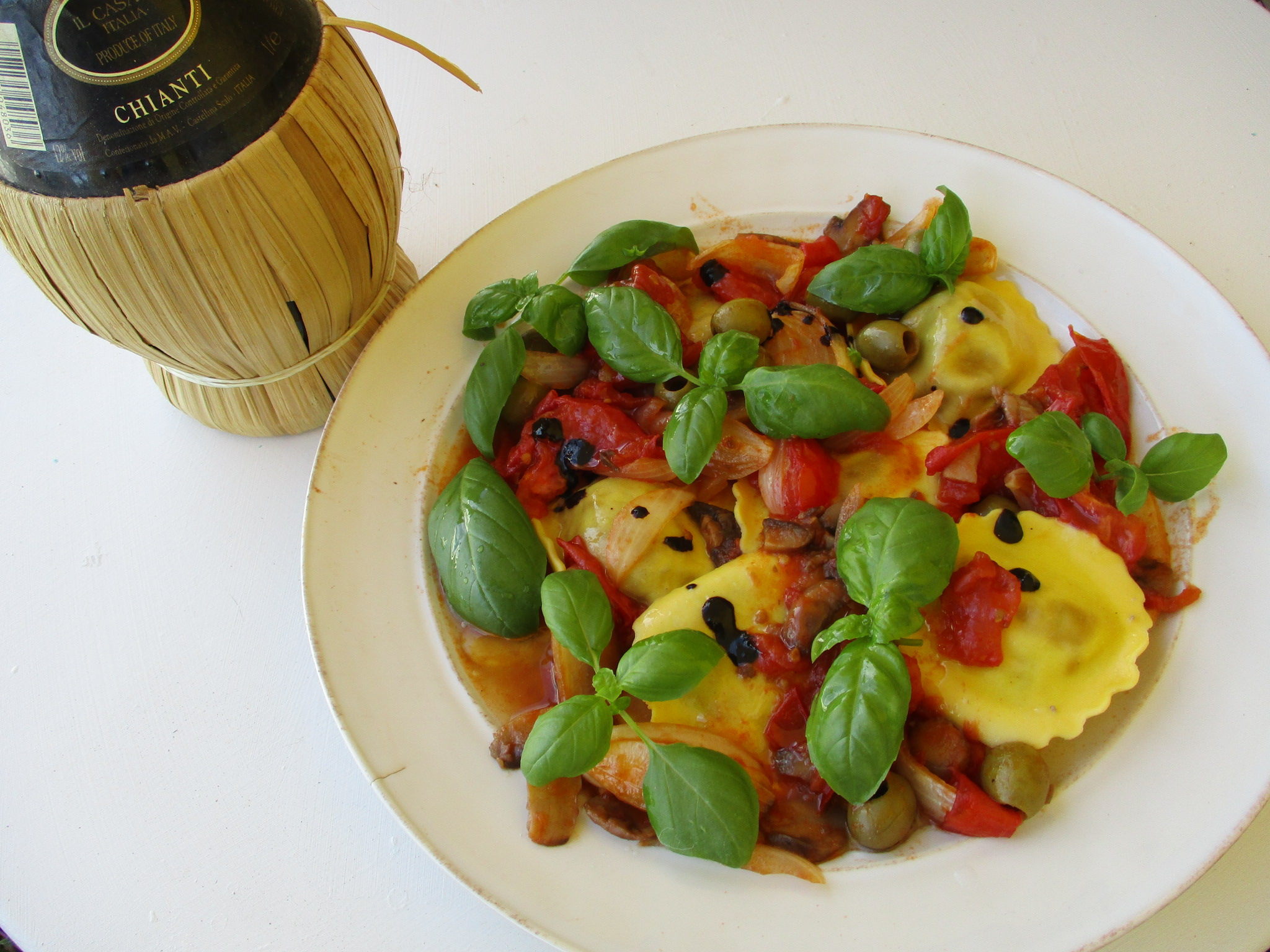
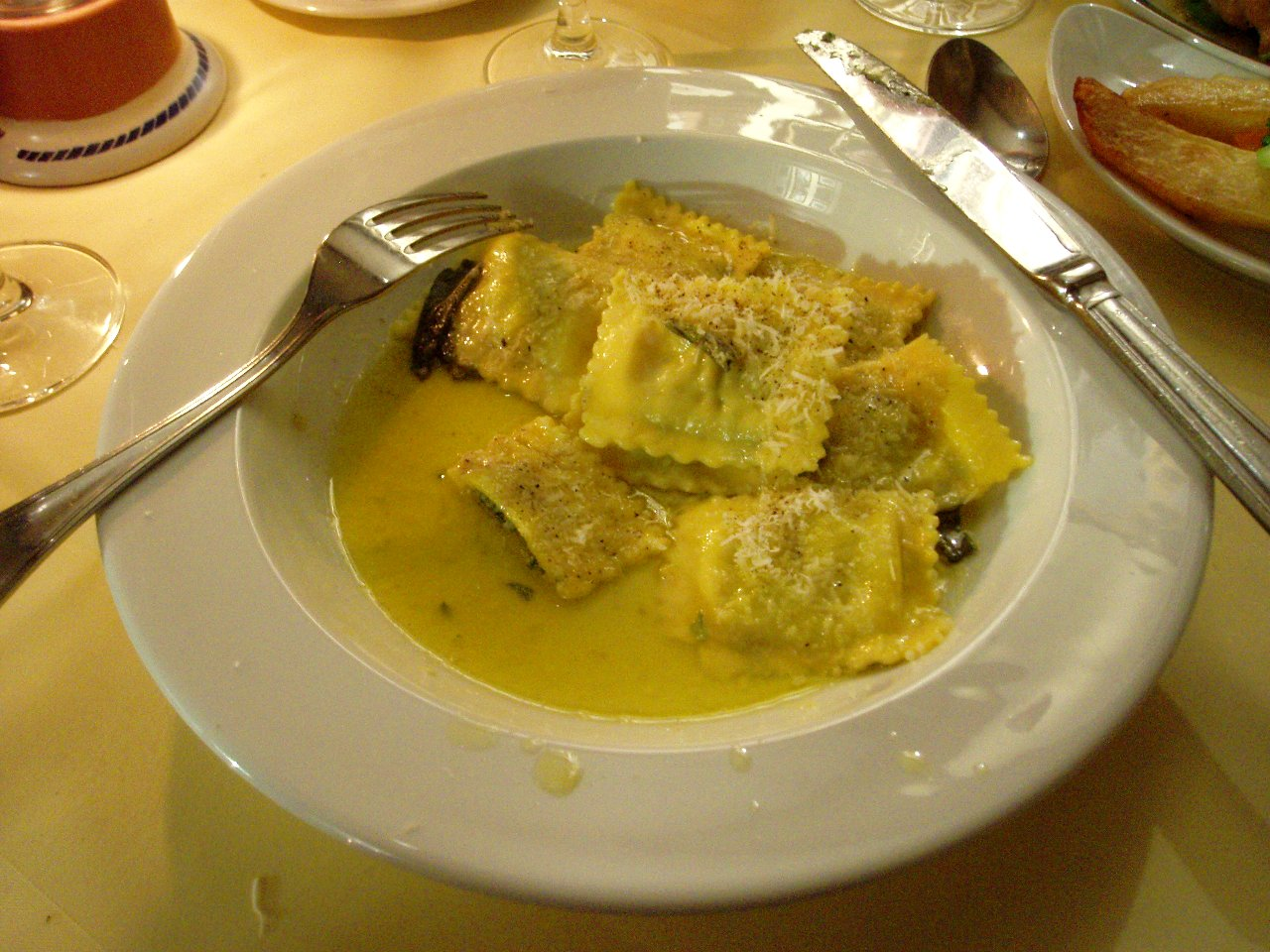
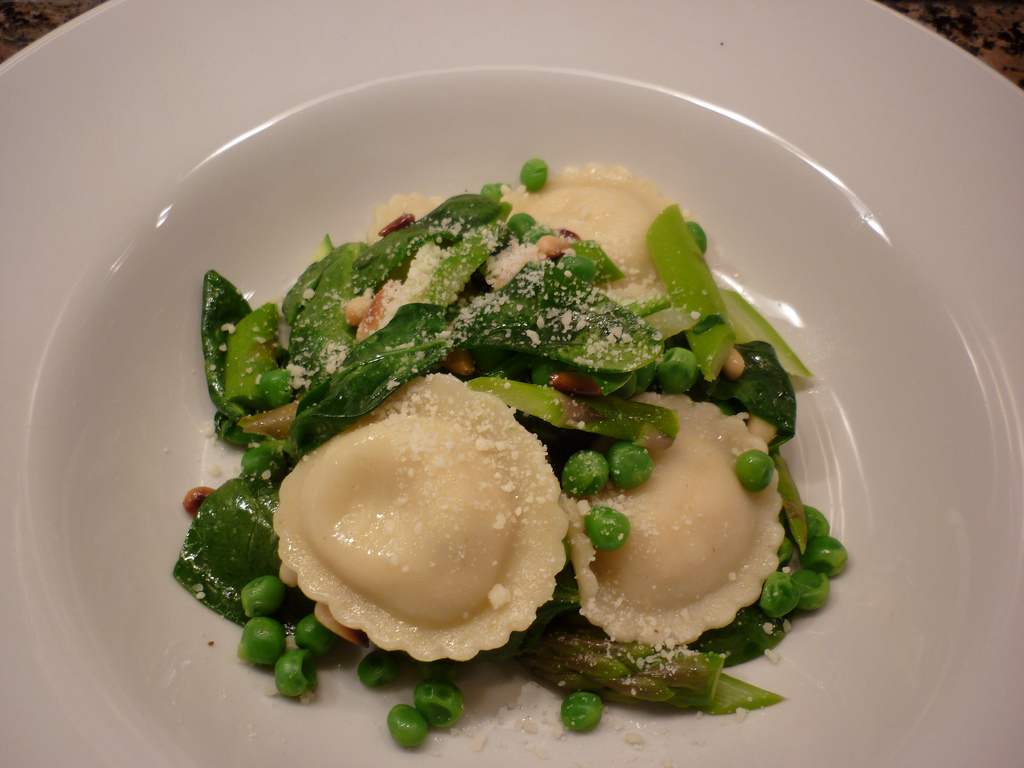
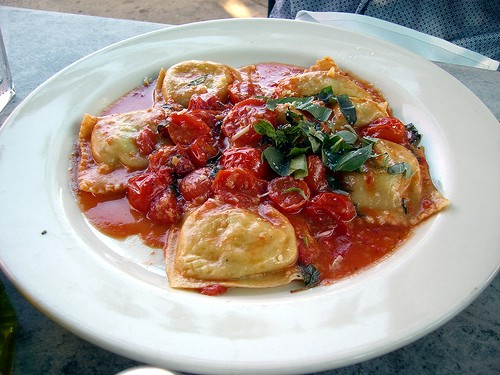
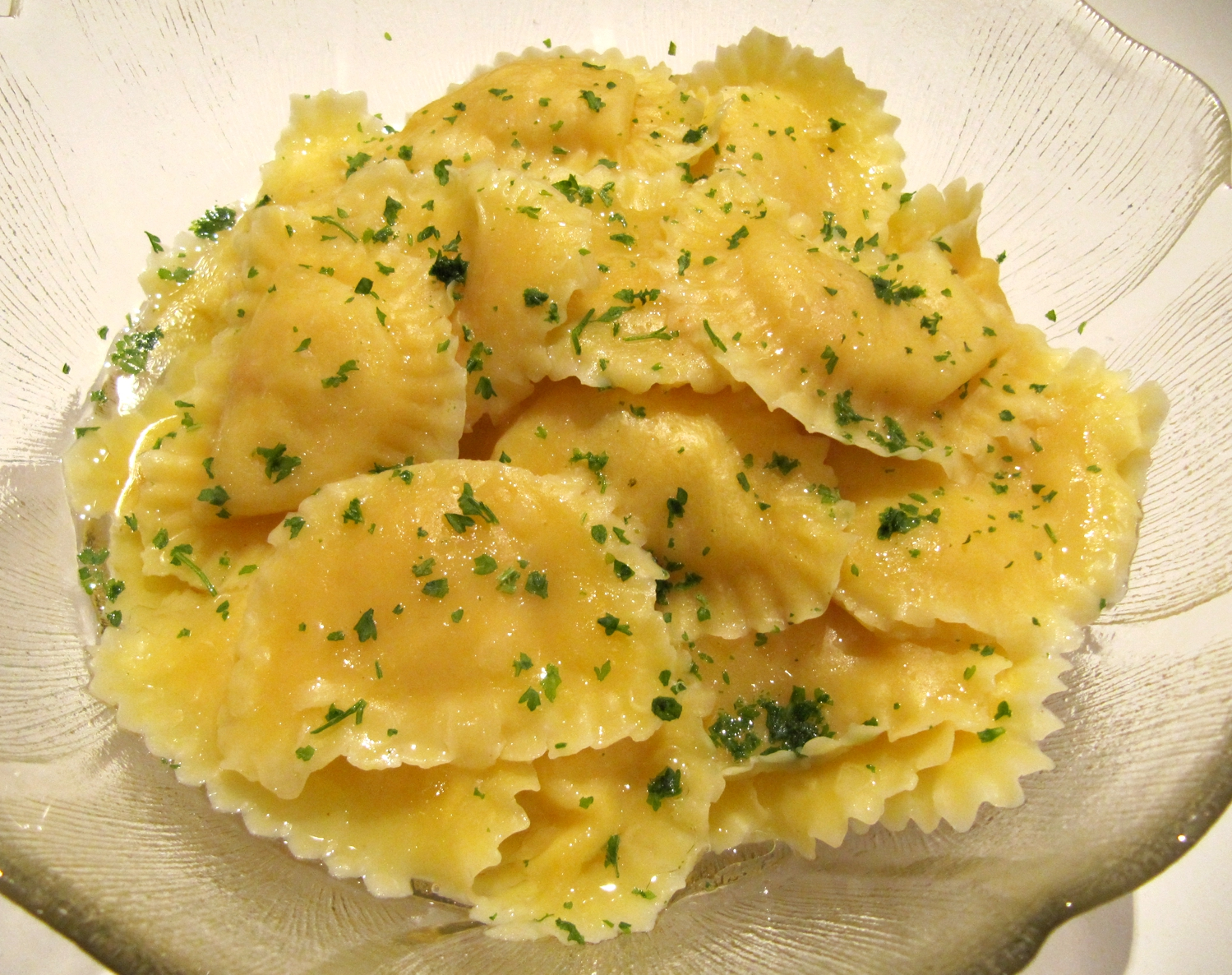
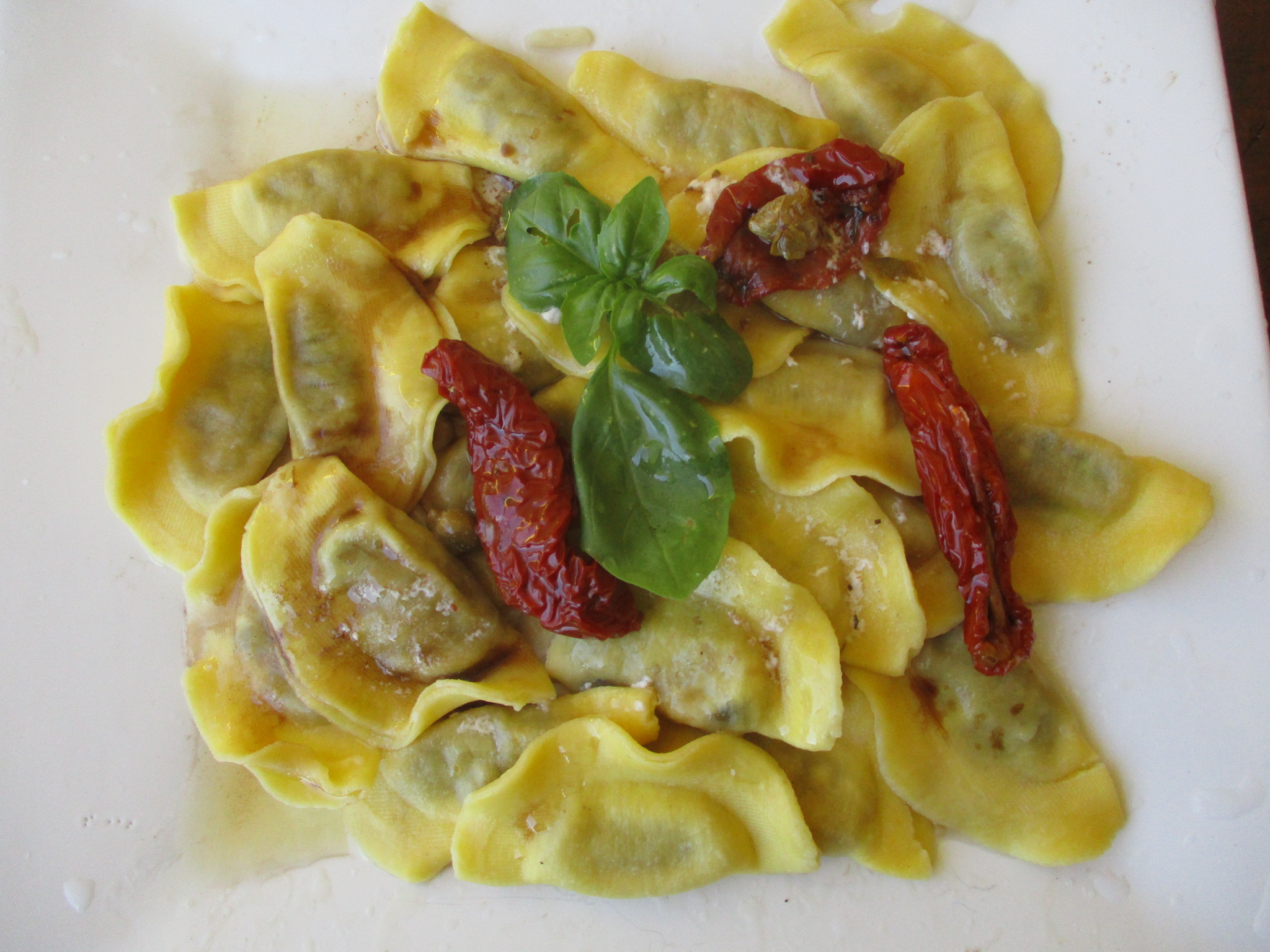
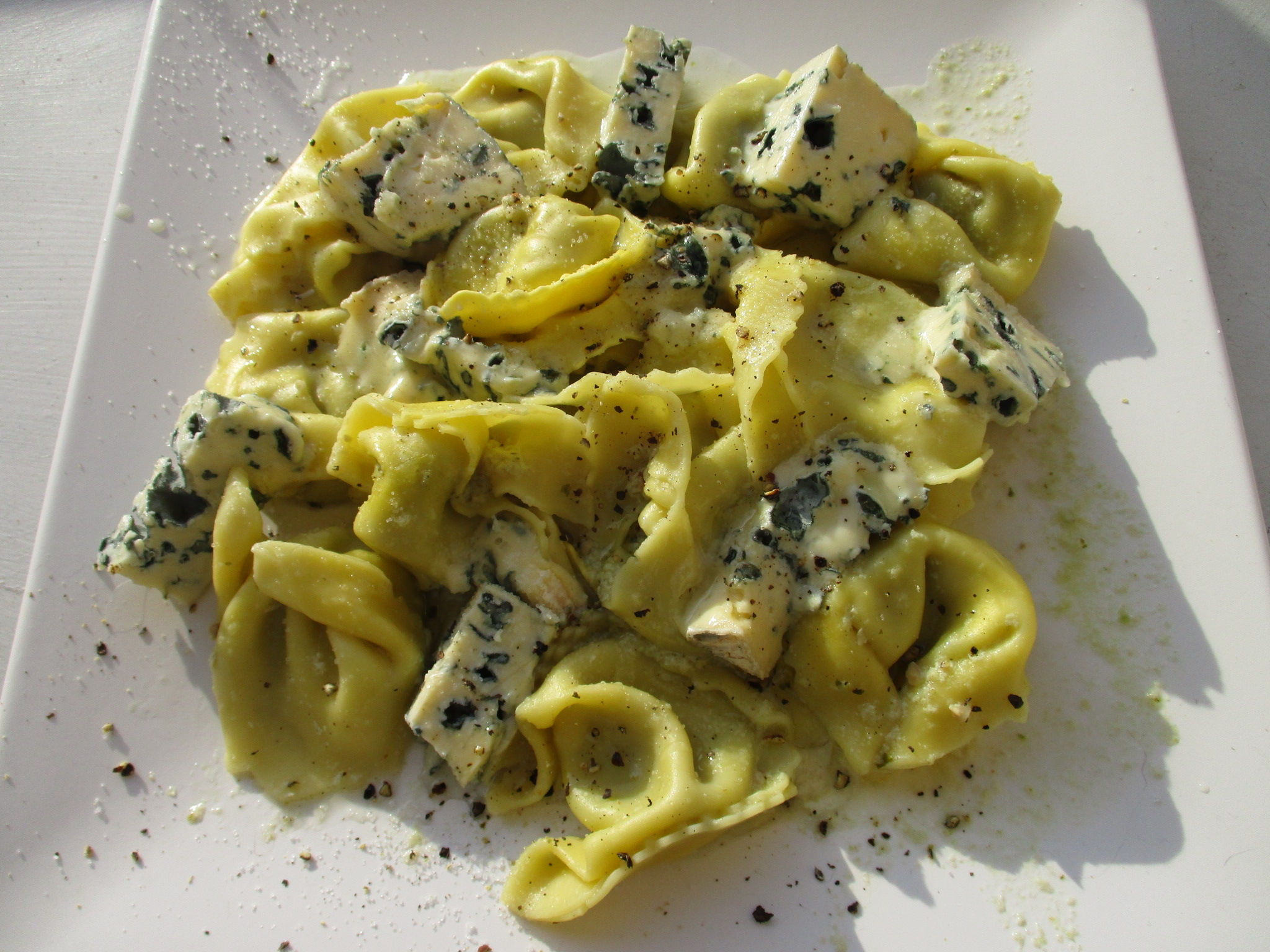
Tortellinis
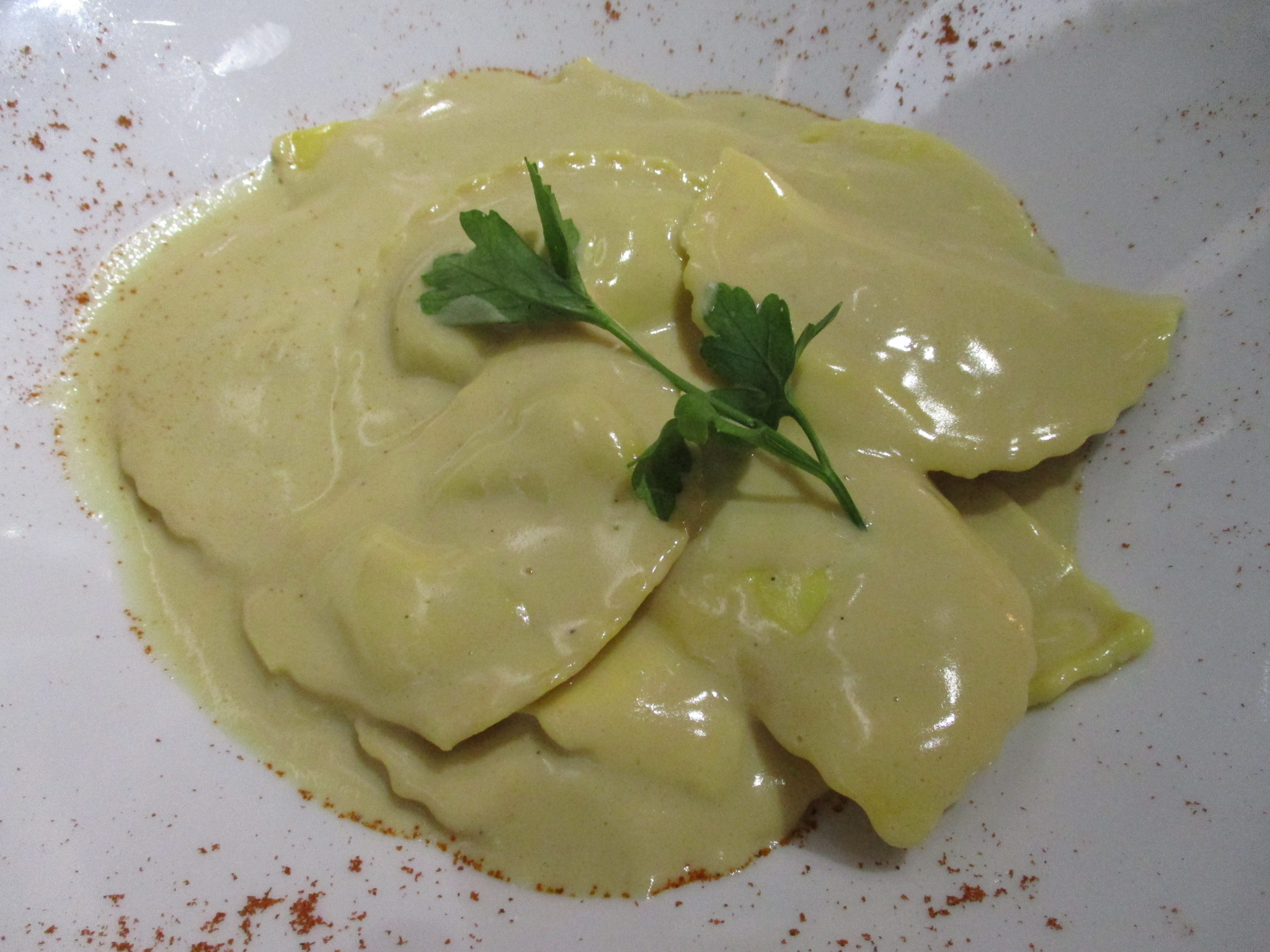
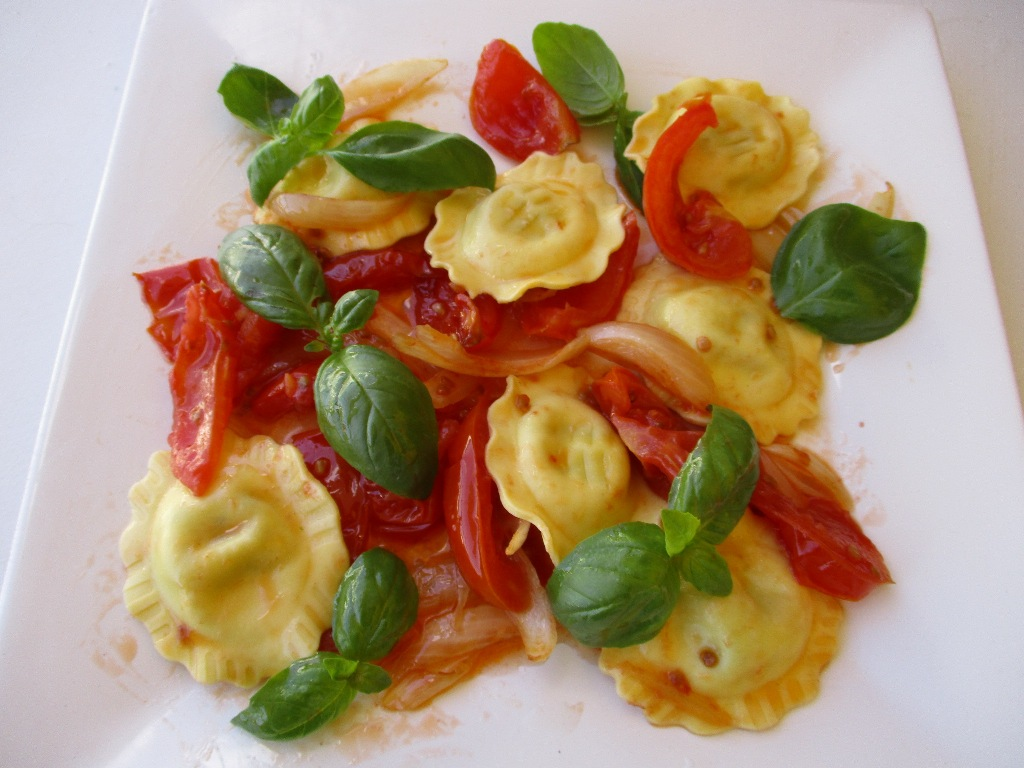
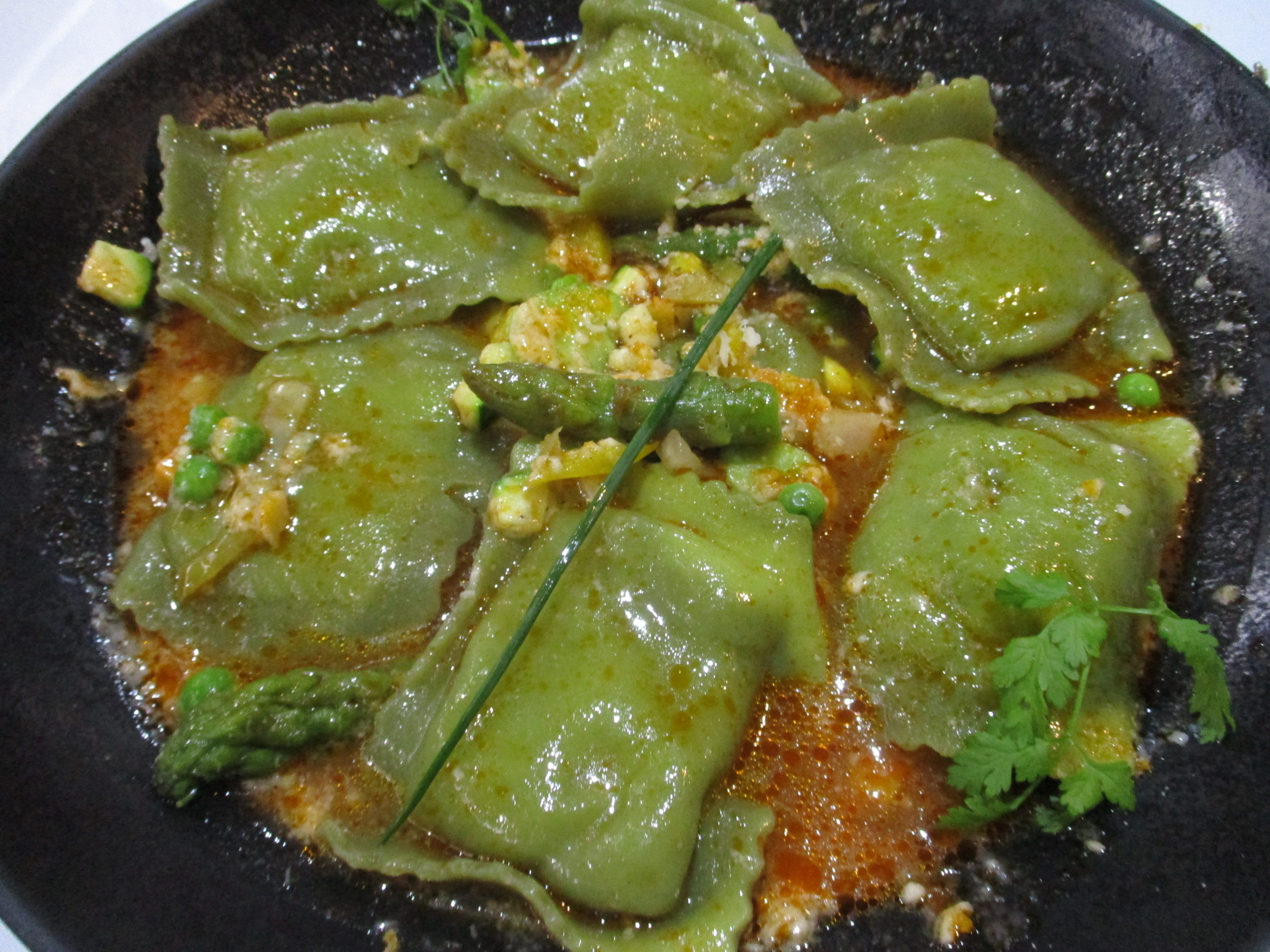
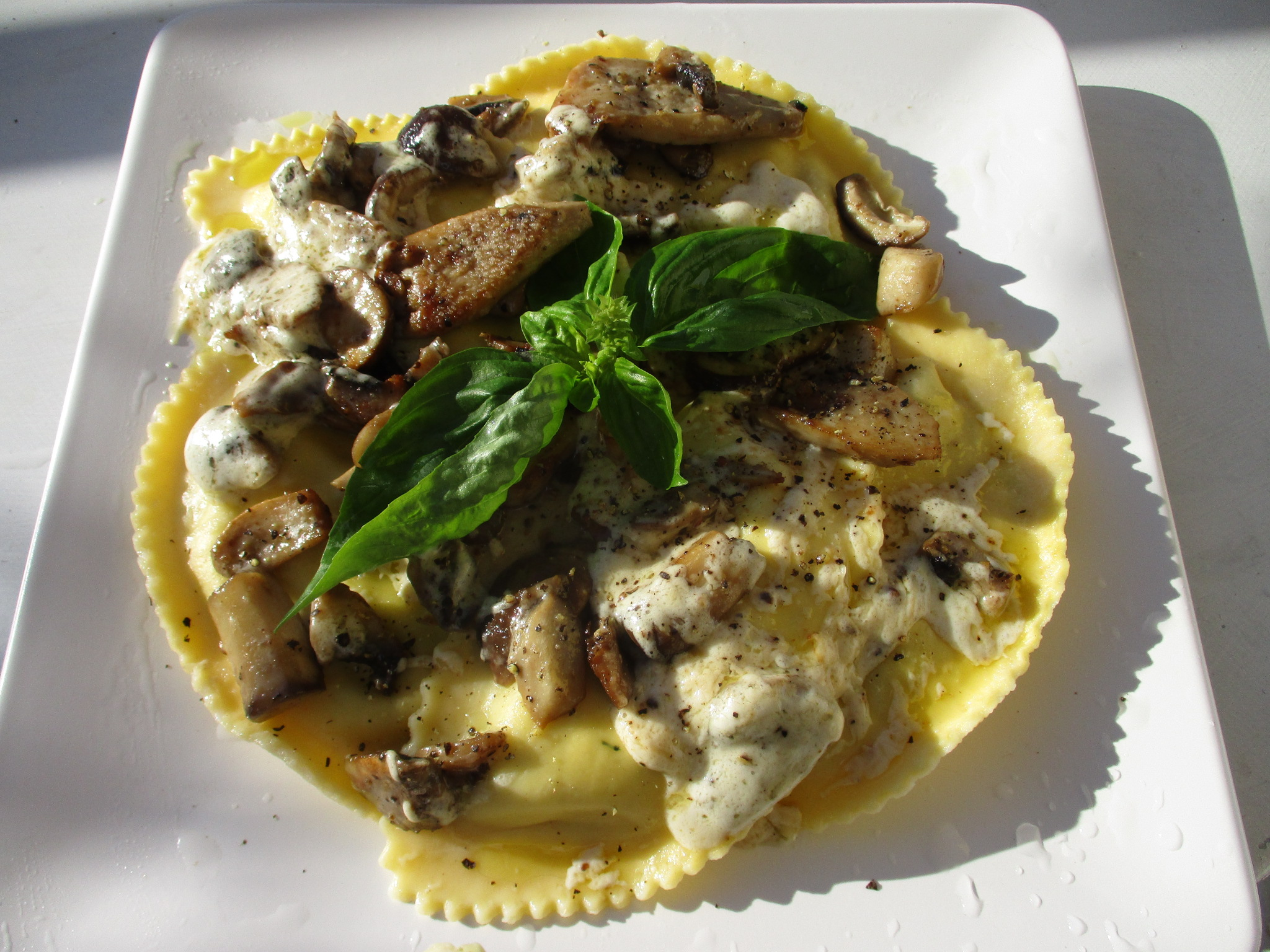
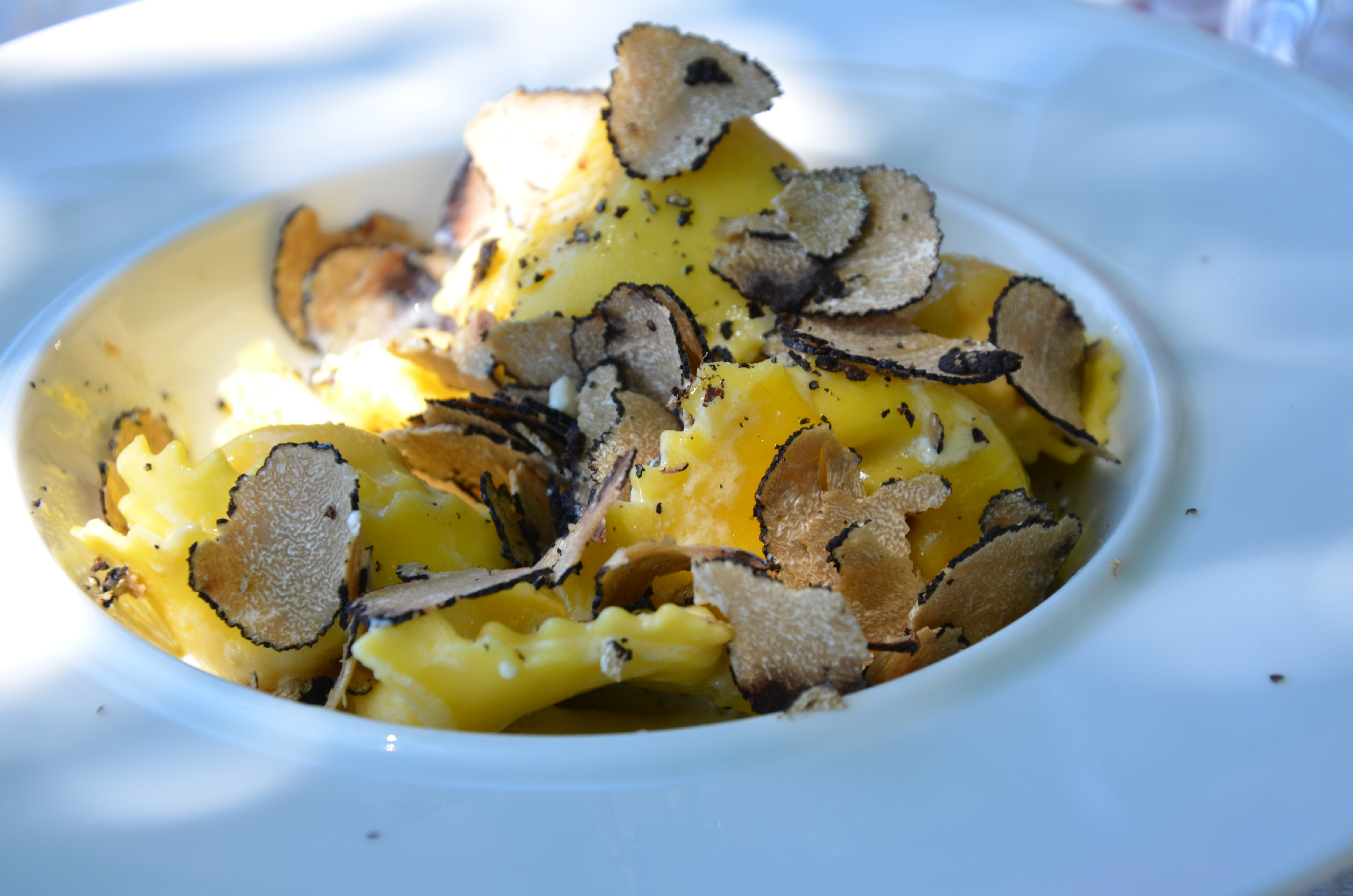

## Quelques variantes mondiales
Les raviolis font partie depuis de nombreuses recettes de cuisine traditionnelles de très nombreux pays du monde, dont :
- Italie : tortellini, mezzelune, agnolotti, cappelletti, culurgiones, tortelli amari de Castel Goffredo, tortelli di patate
- Chine : jiaozi, shaomai, wonton, xiaolongbao
- Japon : gyōza
- Corée : mandu
- Tibet et Népal : momo
- Asie centrale et Moyen-Orient : samoussa, joshpara, mantı
- France (Drôme et Isère) : ravioles ou raviole du Dauphiné et Ravioles du Trièves
- Monaco : barbajuan
- Catalogne, depuis le bas Moyen Âge
- Allemagne : Maultaschen
- Géorgie : khinkali
- Russie : pirojki, pelmeni
- Pologne : pierogi
- Roumanie et Moldavie : borș de burechiușe
- Ukraine : varenyky

## Préparation
Les raviolis sont traditionnellement confectionnés à base de pâte fraîche, sous de nombreuses formes (carrée, ronde, ovale, demi lune, triangle),,. Ils sont également commercialisés sous de nombreuses marques de commerce et de grande distribution.

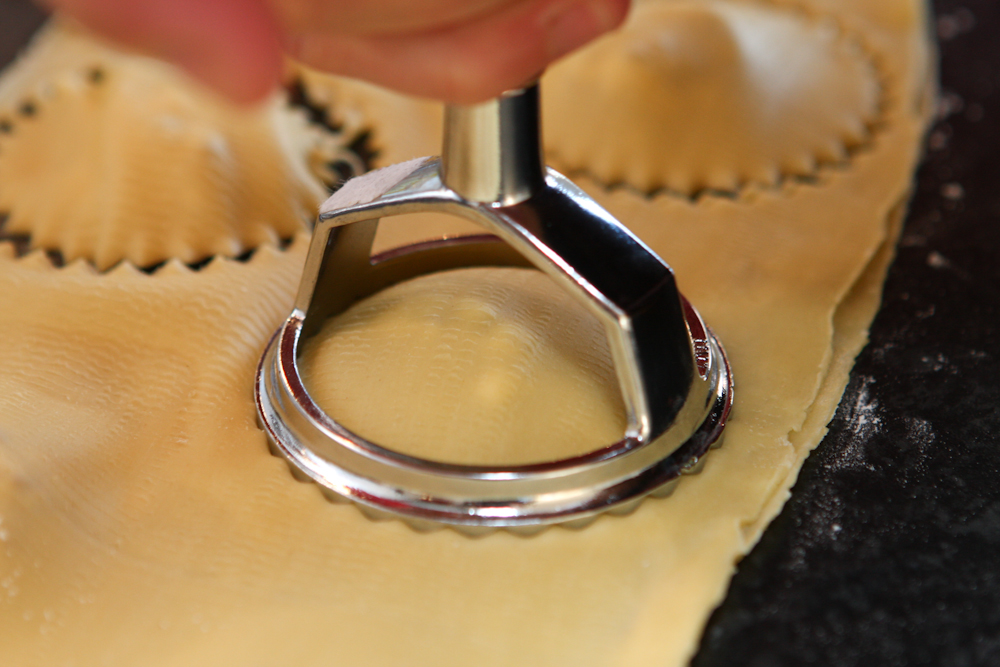
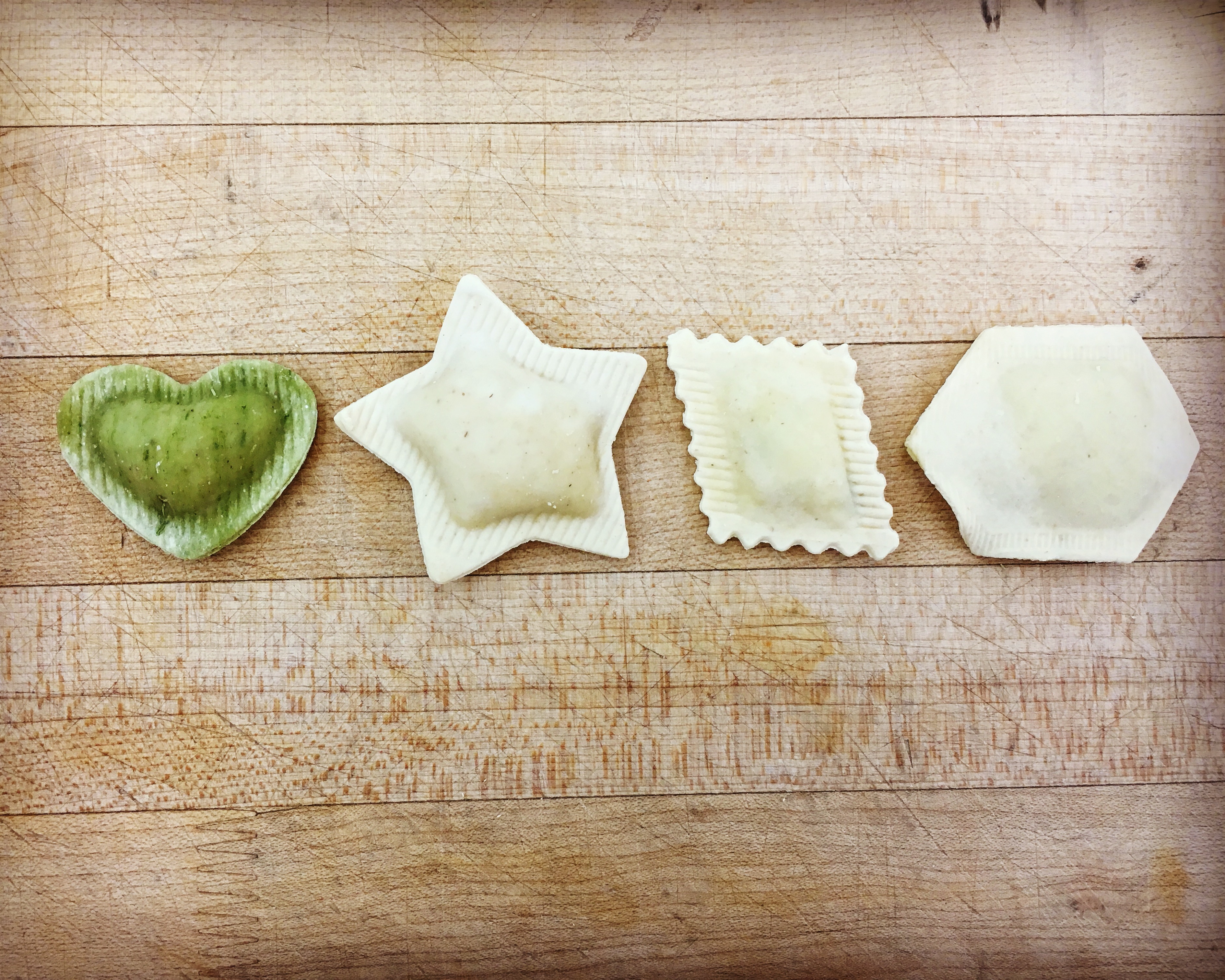
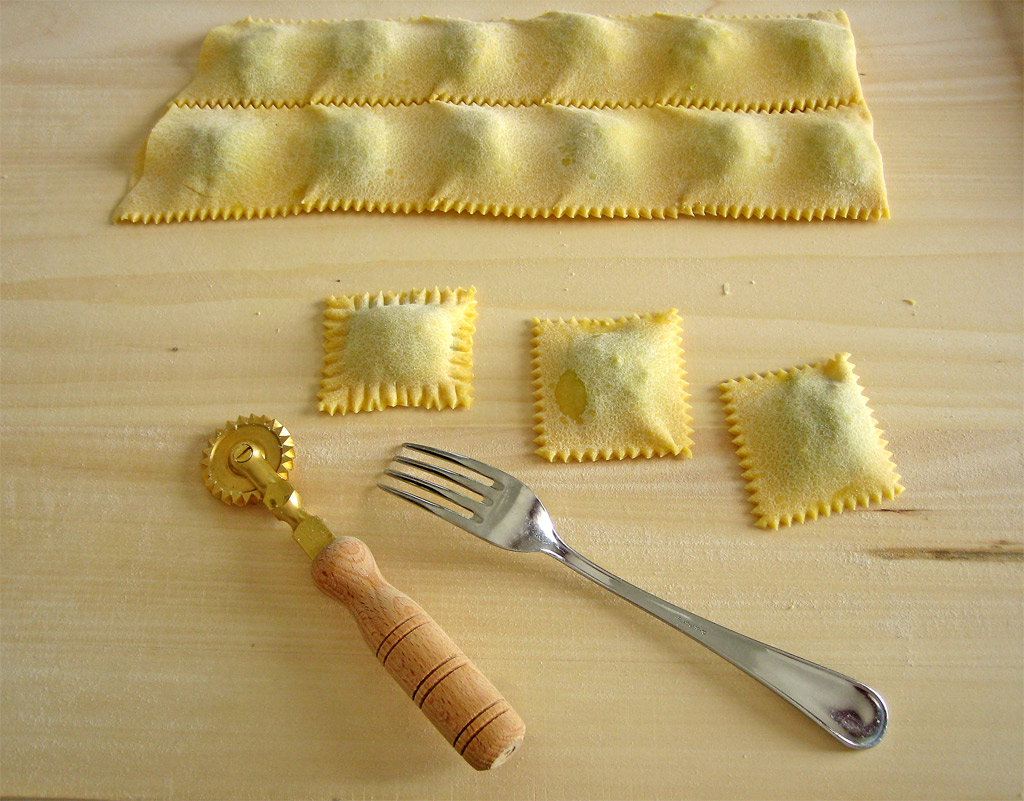
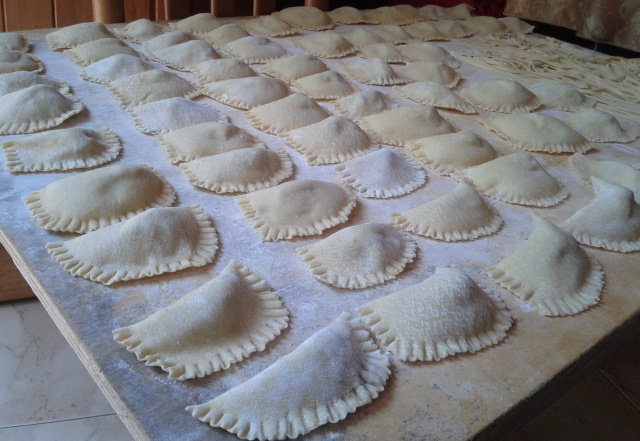
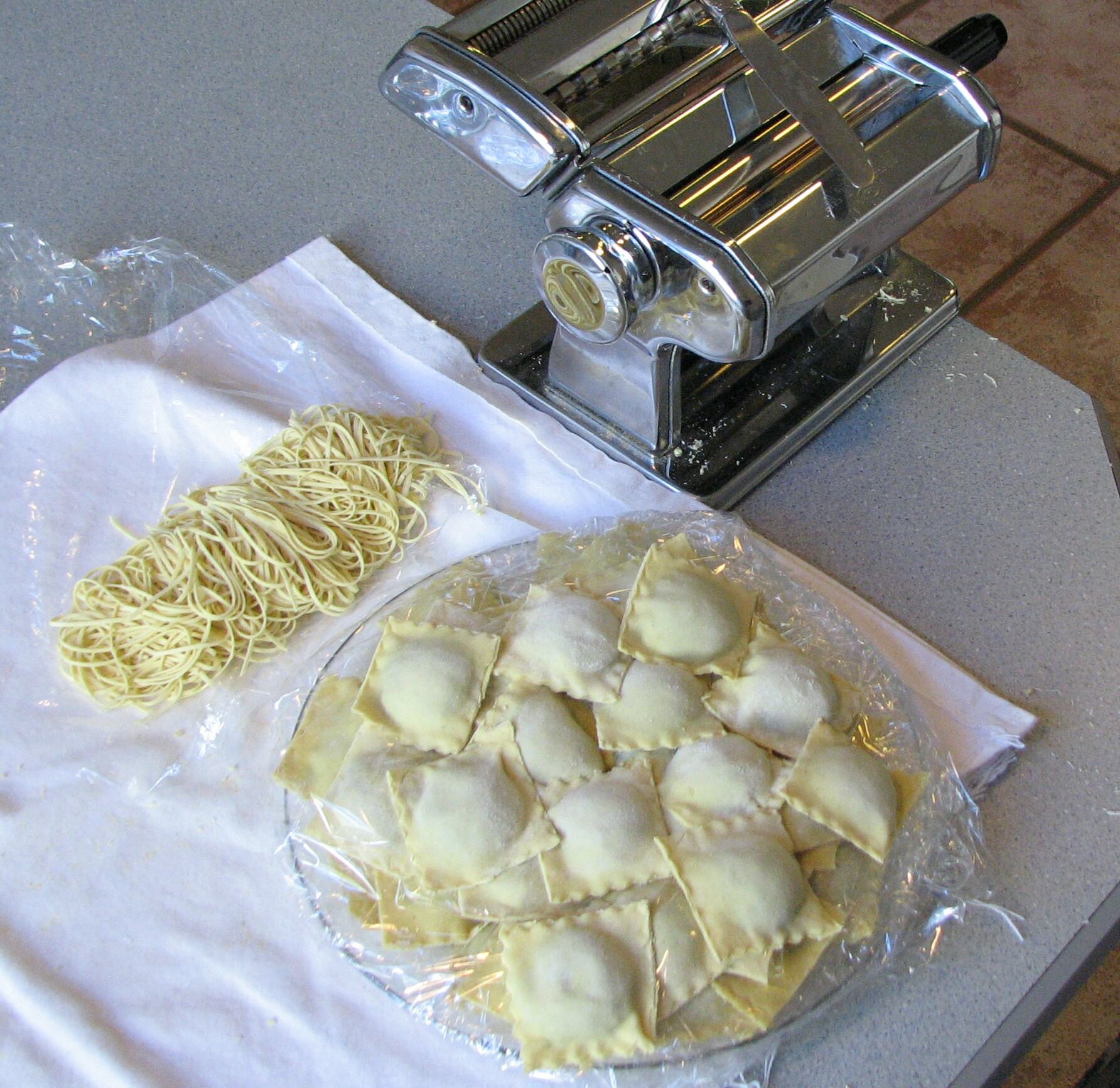

La farce des raviolis peut être composée de légumes (épinards, bettes, potiron), fromages (souvent de la ricotta), viandes (restes de viande cuite, haché, charcuteries), poissons, pomme de terre, herbes aromatiques, des biscuits (amaretti par exemple), voire des fruits (cerises par exemple).

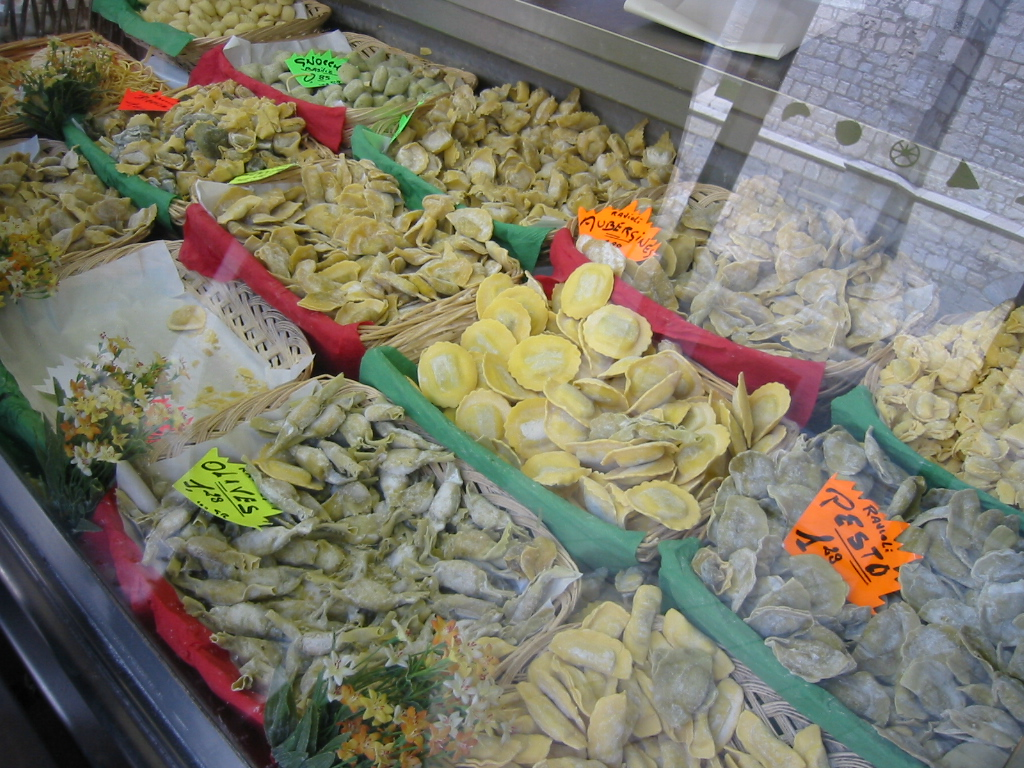
Quelques variantes de choix de commerce artisanal italien.

Les raviolis se cuisent dans l'eau bouillante jusqu'à ce qu'ils remontent à la surface. Ils peuvent être servis nappés de sauce tomate et de fromage râpé (traditionnellement[réf. nécessaire] du parmesan).
Dans la recette de cuisine niçoise, la farce est traditionnellement composée d'un mélange de daube niçoise (viande de bœuf) et de blettes finement hachées. Dans l'arrière-pays niçois, il est fréquent de farcir les raviolis de courge et de les cuisiner avec une sauce aux noix.

## Cinéma et télévision
- 1984 : Ravioli (série télévisée allemande).
- 1988 : La vie est un long fleuve tranquille, d'Étienne Chatiliez, avec la réplique humoristique « C'est lundi, c'est ravioli ! ».